# 아코 사건 인물 목록
아코 사건 인물 목록(일본어: 赤穂事件の人物一覧)은 아코 낭사(일본어: 赤穂浪士 あこうろうし[*])를 시작으로, 아코 사건에 관련된 사람 일람이다.

## 아코 낭사
아코낭사(일본어: 赤穂浪士 あこうろうし[*])는 겐로쿠 15년 2월 14일 (1703년 1월 30일) 심야에 옛 주인 아사노 나가노리(浅野長矩)의 원수 키라 요시히사(吉良義央)의 집에 습격하여 요시히사와 일가족을 살해 (아코 사건)한 전 아코번 오이시 요시오 등 47명의 낭사다.

### 개요

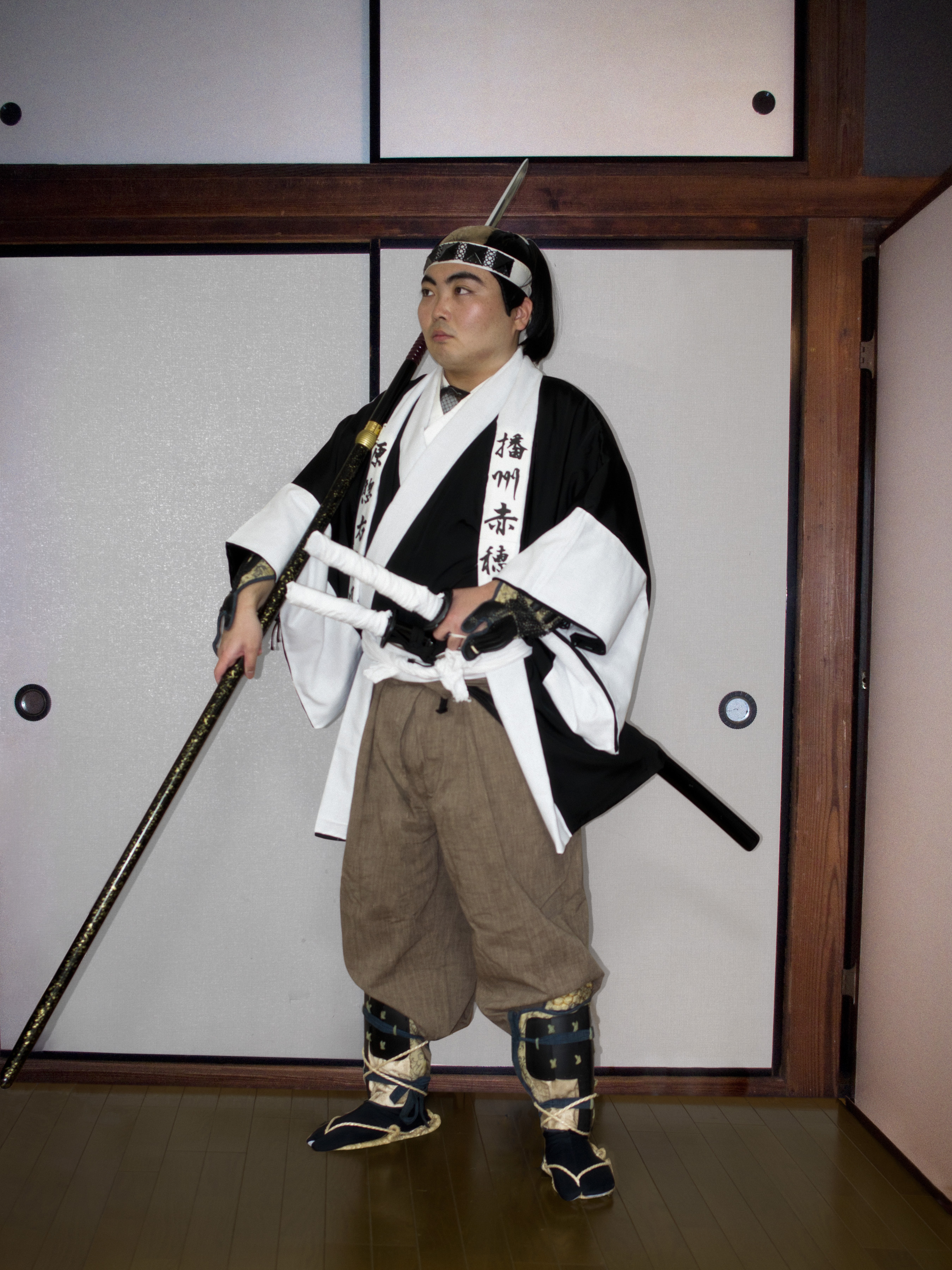
아코 낭사 분장. 가부키 등 창작에 대해 퍼진 전형적인 습격할 때의 옷차림이지만, 사실은 아니다.

이전에는 아코 뇌인(牢人)(낭인)으로 불리는 것이 많았지만, 메이지 중기부터 아코 의사(赤穂義士)라고 불려, 타다타카의 가르침의 관점에서 전쟁 전에는 전국적으로도 아코 의사의 명칭이 일반적이었다. 메이지 이후 미부 낭사의 영향으로 낭사라고 부르기도 했다. 전 후, 오사라기 지로의 소설이 텔레비전 드라마화 된 후, 아코 낭사(赤穂浪士)로 불리는 게 주가 되었다.
습격한 인물 숫자에서 따와 47사(四十七士)라고도 한다. 또 47명 중 아시가루 테라사카 노부유키가 침입한 후, 코즈케노스케의 목을 센가쿠지에 있는 타쿠미노카미의 묘 앞에 운반하던 도중 사라졌고, 할복도 하지 않았기 때문에 한명을 뺀 46사(四十六士)라고도 부른다. 테라사카의 실종이 도망인지, 아니면 어떤 이유로 동지들의 허락을 받고 떠난 것인지에 대해서는 논란이 있다.
또한, 낭사 중 아코 (하리마국 아코군) 출신자는 오오이시 요시오를 포함해 절반 정도이며, 그 다음으로 많은 것이 히타치국 마카베 (마카베군)와 카사마 (이바라키군) 출신자이다. 아사노가가 아코번으로 이봉된 것은 쇼호 2년 (1645년), 아사노 나가나오 (나가노리의 할아버지) 대이며, 나이가 많은 낭사는 구 영지 마카베번・카사마번 시대에 태어났기 때문이다. 그래서 이곳에는 현재도 낭사 집안의 옛 집이 남아있고, 낭사의 유품도 많이 전해진다.
아코 낭사가 묻힌 센가쿠지에서는 현재도 매년 습격의 날에 기시사이를 개최하고 있다 (토벌의 날은 겐로쿠 15년 12월 14일 (1703년 1월 30일) 심야, 기시사이는 1월 30일이 아닌, 그레고리력 12월 14일에 행해지고 있다.)
「아코 사건」 참고

### 습격 참가자의 경향
습격 참가자의 반 조금 넘는 24명이, 타쿠미노카미가 칼부림을 했을 때, 에도에 있던 낭사들이다. 번사의 대부분이 고향에 있었던 것을 생각하면, 이 비율은 두드러지게 높은 것이다. 본국 거주이지만 에도까지 타쿠미노카미의 뒤를 따라와 칼부림 사건을 우연히 본 사람도 12명이나 있다.
가신단의 정점에 있는 가로 4명과 반토 5명 가운데, 습격에 참가한 것은 쿠라노스케 뿐, 모노가시라(物頭)는 요시다 츄자에몬과 하라 소에몬뿐이며, 나머지는 요닌, 우마마와리, 코쇼 및 그 가족이 대부분이었다.
또 친족의 습격 참가가 많아, 단독으로 습격에 참가한 사람은 21명, 나머지 26명은 부모와 자식, 혹은 어떠한 친족 관계의 사람과 함께 습격하려고 참가했다.
습격 참가자의 대부분은 타쿠미노카미 개인으로부터 특별한 은총을 받은 것은 아니었다. 오히려 타쿠미노카미와 관계가 나빴던 사람도 있었다.
예외는 카타오카 겐고에몬과 이소가이 쥬로자에몬으로, 이들은 아사노 타쿠미노카미의 측근으로, 예전같으면 타쿠미노카미의 죽음과 함께 순사할 것 같은 관계였다.
한편, 타쿠미노카미와 관계가 나빴던 예로는 센바 사부로베에가 있었는데, 센바는 주군에게 자주 간언하여 눈총을 받았고, 폐문되었고, 칼부림 사건이 있던 겐로쿠 14년 3월에는 영영 오지 않으려고 하직 인사를 하려고 했을 정도였음에도 불구하고, 습격에 참가했다.
후와 카즈에몬도 타쿠미노카미로부터 의심을 받아, 칼부림 사건 시에는 낭인 신분이었음에도 불구하고, 쿠라노스케에게 부탁해 습격에 참가했다.

### 탈락자의 경향
아코번사에 사분의 자녀와 은거자를 포함한 3백 수십명 중 1/3 이상이 신문을 제출했다. 그로부터 80명 가량이 탈맹하고, 습격에 참가한 것은 아시가루 신분의 테라사카를 제외하고 46명이었다. 신문 제출의 단계에서 우선 하급 무사가 거기로부터 침입이 가까워짐에 따라 비교적 높은 녹봉의 사람이 이탈했다. 이는 최초로 하급 무사가 없어진 것은 초닌이 되는 등, 생계를 유지할 길이 있었기 때문일 것이고, 그 후, 높은 녹봉의 사람이 이탈한 것은 아사노 다이가쿠의 처분이 결정되어 가문을 재건할 길이 막혔기 때문이라고 생각된다.
이탈자는 습격 참가자로부터 의절되거나, 연락이 끊기거나 하지만, 그것은 습격 참가자가 이탈자의 원조를 받을 수 없게 된다는 것이기도 하여, 습격 참가자의 지원을 받을 수 없게 된 유족 중에는 경제적으로 곤궁을 겪는 예도 있었다.

### 47사
| 이름               | 이름                                  | 사향 (직급, 녹봉, 역할, 향년, 사세 등) |
| ------------------ | ------------------------------------- | --- |
| 大石内蔵助良雄     | 오오이시 쿠라노스케 요시오 (요시타카) | 쿠니 가로. 1500석 (후다이). 습격 지도자. 향년 45세. 사세구 「あら楽や思ひは晴るゝ身は捨つる浮世の月にかゝる雲なし」. |
| 大石主税良金       | 오오이시 치카라 요시카네              | 헤야즈미. 오오이시 요시오의 장남. 습격 시에는 후문의 대장을 맡음. 최연소 동지. 향년 16세 사세구 「あふ時はかたりつくすとおもへども別れとなればのこる言の葉」. |
| 原惣右衛門元辰     | 하라 소에몬 모토토키                  | 아시가루가시라. 300석 (신잔). 일찍부터 에도 급진파에 동조하고 있었다. 항년 56세. 사세구 「君がため思もつもる白雪を散らすは今朝の嶺の松風」. |
| 片岡源五右衛門高房 | 카타오카 겐고에몬 타카후사            | 소바요닌・구 코쇼노카미. 350석 (후다이). 츄신구라에서는 아사노 나가노리 할복 시에 마지막 대면을 했다. 원수를 갚겠다고 강경하게 주장하며 독자적인 행동을 취하고 있었다. 항년 37세. |
| 堀部弥兵衛金丸     | 호리베 야헤에 카나마루 (아키자네)     | 전 에도 루스이, 전 300석, 은거료 20석 (후다이). 동지 중 최연장자. 항년 77세. 사세구 「雪はれて思ひを遂るあしたかな」. |
| 堀部安兵衛武庸     | 호리베 야스베에 타케츠네              | 우마마와리. 200석. 에치고국 시바타번 출신. 옛 성씨 나카야마(中山). 아버지 대에서 시바타번에서 추방당하고 낭인이 되었다가, 타카다노바바 결투에서의 활약으로, 호리베 카나마루의 데릴사위가 되어 아코 아사노가의 가신이 된다. 습격 급진파의 중심인물. 습격에서는 대태도를 들고 크게 분전했다고 전해진다. 향년 34세. 사세구 「梓弓ためしにも引け武士の道は迷はぬ跡と思はば」                                                  |
| 吉田忠左衛門兼亮   | 요시다 츄자에몬 카네스케              | 아시가루가시라・군부교, 200석 역료 50석 (후다이). 낭사 중에 오오이시 쿠라노스케에 버금가는 인물로 이를 보좌했다. 향년 64세. 사세구 「かねてより君と母とにしらせんと人よりいそぐ死出の山道」. |
| 吉田沢右衛門兼貞   | 요시다 사와에몬 카네사다              | 헤야즈미. 쿠라부교 요시다 카네스케의 장남. 향년 29세 |
| 近松勘六行重       | 치카마츠 칸로쿠 유키시게              | 우마마와리. 250석 (후다이). 습격 때 부상 당함. 향년 34세. |
| 間瀬久太夫正明     | 마세 큐다유 마사아키                  | 오오메츠케, 200석 역료 50석 (2대) 향년 63세. |
| 間瀬孫九郎正辰     | 마세 마고쿠로 마사토키                | 헤야즈미. 마세 마사아키의 장남. 향년 23세 |
| 赤埴源蔵重賢       | 아카바네 겐조 시게카타                | 우마마와리. 200석 (후다이). 츄신구라에서는 「토쿠리의 이별(徳利の別れ)」로 유명. 향년 35세. |
| 潮田又之丞高教     | 우시오다 마타노죠 타카노리            | 군부교, 회화부교, 200석 (후다이). 향년 35세. 키라 요시히사를 죽이고, 그 자른 목을 창끝에 묶어 올렸다. 사세구 「武士の道とばかりを一筋に思ひ立ぬる死出の旅路を」. |
| 富森助右衛門正因   | 토미노모리 스케에몬 마사요리          | 우마마와리・사번, 200석 (2대). 향년 34년. 사세구 「先立し人もありけりけふの日をつひの旅路の思ひ出にして」. |
| 不破数右衛門正種   | 후와 카즈에몬 마사타네                | 전 우마마와리・하마부교, 전 100석 (후다이). 낭인이 되어있었지만, 간청하여 의맹에 가담한다. 습격에서는 후문을 저택 밖에서 지키는 역할이었지만, 가만 있지 못하고 안으로 침입해, 두 사람을 베고 쓰러트리고, 키라 사베에에 덤볐다. 사베에는 도망쳐버렸지만, 다른 한사람과 칼을 맞받아 넘어뜨렸다. 너무 많이 베어서 칼이 찔림처럼 되어 칼이 없어질 정도였다고 한다. 습격했을 때 가장 눈부신 활약을 했다고 전해진다. 향년 34세. |
| 岡野金右衛門包秀   | 오카노 킨에몬 카네히데                | 헤야즈미. 미남으로 츄신구라의 이야기에서는 목수의 딸을 통해 키라 저택의 도면을 손에 넣었다. 향년 24세 사세구 「その匂ひ雪のあさぢの野梅かな」. |
| 小野寺十内秀和     | 오노데라 쥬나이 히데카즈              | 교토 루스이번, 150석 역료 70석 (후다이). 향년 61세. 사세구 「今ははや言の葉草もなかりけり何のためとて露結ぶらむ」. |
| 小野寺幸右衛門秀富 | 오노데라 코우에몬 히데토미            | 헤야즈미. 오노데라 히데카즈의 양자. 향년 28세. 사세구 「今朝もはやいふ言の葉もなかりけりなにのためとて露むすぶらん」. |
| 木村岡右衛門貞行   | 키무라 오카에몬 사다유키              | 우마마와리・회화부교, 150석 (후다이). 향년 46세. 사세구 「おもひきや我が武士の道ならで御法のゑんにあふとは」. |
| 奥田孫太夫重盛     | 오쿠다 마고다유 시게모리              | 무구부교・에도 죠후, 150석 (신참). 습격 급진파의 중심 인물. 향년 57세. |
| 奥田貞右衛門行高   | 오쿠다 사다에몬 유키타카              | 헤야즈미. 오쿠다 시게모리의 양자. 치카마츠 칸로쿠의 이복 동생. 향년 26세. |
| 早水藤左衛門満尭   | 하야미 토자에몬 미츠타카              | 우마마와리, 150석 (2대). 칼부림 사건의 1보를 에도에서 아코로 전함. 향년 40세. 사세구 「地水火風空のうちより出し身のたどりて帰るもとのすみかに」. |
| 矢田五郎右衛門助武 | 야다 고로에몬 스케타케                | 우마마와리・에도 죠후, 150석 (2대). 향년29세 |
| 大石瀬左衛門信清   | 오오이시 세자에몬 노부키요            | 우마마와리, 150석 (후다이). 향년 27세. |
| 礒貝十郎左衛門正久 | 이소가이 쥬로자에몬 마사히사          | 모노가시라・소바요닌, 150석 (신참). 향년 25세. |
| 間喜兵衛光延       | 하자마 키헤에 미츠노부                | 카츠테호오긴미역, 100석 (2대). 향년 69세. 사세구 「草枕むすぶ仮寐の夢さめて常世にかへる春の曙」. |
| 間十次郎光興       | 하자마 쥬지로 미츠오키                | 헤야즈미. 하자마 미츠노부의 장남. 키라 코즈케노스케에게 제일 먼저 창을 갖다대 그 목을 베었다. 향년 26세. 사세구 「終にその待つにぞ露の玉の緒のけふ絶えて行く死出の山道」. |
| 間新六郎光風       | 하자마 신로쿠로 미츠카제              | 하자마 미츠노부의 차남. 양자로 보내졌으나, 양아버지와의 사이가 나빠져서 에도로 가서 낭인이 되었다. 원해서 의맹에 참가하였다. 향년 24세. 사세구 「思草茂れる野辺の旅枕仮寝の夢は結ばざりしを」. |
| 中村勘助正辰       | 나카무라 칸스케 마사토키              | 쇼모츠역, 100석 (후다이). 향년 46세. 사세구 「梅が香や日足を伝ふ大書院」. |
| 千馬三郎兵衛光忠   | 센바 (치바) 사부로베에 미츠타다       | 우마마와리, 100석 (2대). 향년 51세. |
| 菅谷半之丞政利     | 스가야 한노죠 마사토시                | 우마마와리・군다이, 100석 (후다이). 향년 44세. |
| 村松喜兵衛秀直     | 무라마츠 키헤에 히데나오              | 후치부교・에도 죠후, 20석 5인부지 (2대). 향년 62세. 사세구 「命にもかえぬ一をうしなはば逃げかくれてもこゝを逃れん」. |
| 村松三太夫高直     | 무라마츠 산다유 타카나오              | 헤야즈미. 무라마츠 히데나오의 장남. 향년 27세. 사세구 「極楽を断りなしに通らばや弥陀諸共に四十八人」. |
| 倉橋伝助武幸       | 쿠라하시 덴스케 타케유키              | 후치부교・츄코쇼, 20석 5인부지 (2대). 향년 34세. |
| 岡嶋八十右衛門常樹 | 오카지마 야소에몬 츠네시게            | 사츠자칸조부교, 20석 5인부지 (2대). 하라 소에몬의 동생 향년 38세. |
| 大高源五忠雄       | 오오타카 겐고 타다오 (타다타케)       | 킨부교・젠반모토카타・요모노카타, 20석 5인부지. 오노데라 히데토미의 형. 키라 저택에 출입하는 다인들에게 접근하여 12월 14일에 키라 저택에서 다회가 있다는 것을 들었다. 해학을 잘하고 하이쿠인 타카라이 키카쿠와 교류가 있으며, 이를 바탕으로 「송포의 북(松浦の太鼓)」의 외전이 만들어졌다. 향년 32세. 사세구 「梅で呑む茶屋もあるべし死出の山」.                                                                          |
| 矢頭右衛門七教兼   | 야토 (야코베) 에모시치 노리카네       | 헤야즈미 (후다이). 아버지 나가스케와 함께 의맹에 가담했지만, 습격 전에 아버지는 병사했다. 향년 18세. |
| 勝田新左衛門武尭   | 카츠타 신자에몬 타케타카              | 사츠자요코메, 15석 3인부치 (후다이). 향년 24세. |
| 武林唯七隆重       | 타케바야시 타다시치 타카시게          | 우마마와리, 15량 3인부지 (2대). 키라 요시히사의 양자 키라 요시치카를 베어서 부상을 입히고, 숯집에 숨어있던 키라 요시히사를 베었다. 향년 32세. 사세구 「三十年来一夢中 捨レ身取レ義夢尚同 双親臥レ病故郷在 取レ義捨レ恩夢共空」 (「レ」는 한시문 훈독의 반환점) |
| 前原伊助宗房       | 마에하라 이스케 무네후사              | 킨부교・츄코쇼, 10석 3인부지 (2대). 에도에서 포목점을 열고 키라 저택을 탐색했다. 향년 40세. 사세구 「春来んとさしもしらじな年月のふりゆくものは人の白髪」. |
| 貝賀弥左衛門友信   | 카이가 야자에몬 토모노부              | 츄코쇼・쿠라부교, 10량 3인부지 (신참). 요시다 카네스케의 동생. 향년 54세. |
| 杉野十平次次房     | 스기노 쥬헤이지 츠기후사              | 사츠자요코메, 8량 3인부지 (2대). 향년 28세. |
| 神崎与五郎則休     | 칸자키 요고로 노리야스                | 토메츠케, 5량 3인부지 (신참). 향년 38세. 사세구 「다른 별은 외눈박이거나 은하수(余の星はよそ目づかひや天の川)」. |
| 三村次郎左衛門包常 | 미무라 지로자에몬 카네츠네            | 다이도코로부교・사케부교, 7석2인부지 (2대). 향년 37세. |
| 横川勘平宗利       | 요코가와 칸페이 무네토시              | 토메츠케, 5량 3인부지 (신참). 12월 14일에 키라 저택에서 다과회가 있는 것을 알아낸다. 향년 37세. 사세구 「まてしばし死出の遅速はあらんともまつさきかけて道しるべせむ」. |
| 茅野和助常成       | 카야노 와스케 츠네나리                | 요코메츠케, 5량 3인부지 (신참). 향년 37세. 사세구 「天の外はあらじな千種たに本さく野辺に枯るると思へは世や命咲野にかかる世や命」. |
| 寺坂吉右衛門信行   | 테라사카 키치에몬 노부유키            | 요시다 카네스케의 아시가루, 3량 2분 2인부지. 아시가루에서는 유일한 참가자. 습격 후에 일행에서 물러났고, 습격 당시 38세였다. 사건 후, 몇 가문을 더 섬긴 후 에도에서 83세의 나이로 사망. |

## 그 외의 관련 인물

### 아코번
아사노 타쿠미노카미 나가노리
아코번주. 마츠노오로카에서 키라 요시히사에게 칼부림을 해 할복. 사세구 「風さそふ花よりも猶我はまた春の名残をいかにとか（や）せん」 라고 하지만, 이것은 「다문전팔랑필기(多門伝八郎筆記)」에 써있을 뿐, 다문의 창작으로 생각된다 (겐로쿠 아코 사건)
요젠인
아사노 나가노리의 정실. 사건 후에 아코 낭사의 유족의 사면에 힘썼다.
아사노 다이가쿠 나가히로
아사노 나가노리의 친동생. 아사노 나가노리의 양사자가 된다. 칼부림 사건 후에 폐문되어, 후에 영지를 몰수당하고, 아사노 종가에 맡겨지게 된다. 이 처분을 받고 오오이시 요시오는 키라 살해를 결의한다.
오노 쿠로베에 토모후사
쿠니가로 650석 (차석). 평시에는 한사츠의 시스템을 만드는 등의 공헌이 있었다.
그러나, 아코번의 개역이 결정되자, 할복에 반대하는 저자세를 보였고, 하라 소에몬이 찬동할 수 없는 자는 이 자리를 떠나라고 하자, 오노는 약 10명과 함께 떠났다.
4월 12일, 아코성을 비워주는 것이 결정되자, 그날 밤에 아들 군우에몬(郡右衛門)과 함께 도망쳤다. 도망칠 때, 군우에몬의 어린 딸을 두고 도망 갔다고 한다.
도망의 원인은 『강적견문기(江赤見聞記)』의 권2에 의하면, 오노가 번 창고 돈의 분배에 관해서 오카지마 야소에몬과 옥신각신하여 생명의 위험을 느꼈던 것이 원인이라고 하지만, 확실하진 않다,
이러한 경위도 있어서 그런지, 츄신구라의 드라마에서는 「불의사({不義士)」의 우두머리로서 그려지는 경우가 많아, 겐로쿠 16년에 쓰여진 『역수연소록(易水連袂録)』에서는 이미 「일본무쌍대겁쟁이의 겁쟁이(日本無双大臆病ノ腰抜)」라고 그려진다.
미야자와 세이치는 「의사(義士)」 전설이 만들어질 때, 말하자면 오노는 악역으로서 희생양이 된 형태라고 평가하고 있다.
야스이 히코에몬
에도 가로 650석 에도부지 9인반. 칙사 어치주역(御馳走役)이 된 주군 아사노 타쿠미노카미의 보좌에 실패한다.
후지이 마타자에몬 무네시게
가로 8백석. 칙사 어치주역(御馳走役)이 된 주군 아사노 타쿠미노카미의 보좌에 실패한다.
콘도 겐파치 마사노리
1천석. 오오시이 요시오의 친척. 의맹에는 참가하지 않았다.
오카바야시 모쿠노스케 나오유키
조두 1천석. 개성공순파(開城恭順派)로 의맹에는 참가하지 않음. 습격 후, 형 마고자에몬과 동생 사몬 등 친족에게 불의를 당했고, 동생이 카이샤쿠역을 맡았고, 12월 28일에 할복했다.
테라이 겐케이
번 의사 3백석 5명부지. 마루야마 회의 이전부터 낭사들의 활동을 지지하고 있어, 습격에 참가하고 싶다는 의사를 밝혔지만, 겐케이는 무사가 아니라는 이유로 쿠라노스케에게 거절당했다.

#### 탈맹한 전 아코번사
타카타 군베에
에도즈메 2백석 15명부지.
습격에 참가한 호리베, 오쿠다와 같은 호리우치 도장의 동문이었기 때문인지, 에도급진파의 한명으로써 두사람과 같이 행동해, 키라를 토벌하도록 오오이시에게 강요했음에도 불구하고, 탈맹했다. 친가 쪽의 큰아버지가 타카타를 양자로 삼고싶다고 말한 것을 거절할 수 없어서, 중개를 맡은 타카타의 형이 원수에 대한 이야기를 큰아버지에게 말하지 않을 수 없게 되었기 때문이다. 타카타는 호리베와 상의하여 큰아버지를 납득시키기 위해 탈맹했다. 최초의 탈맹자가 되었다. 겐로쿠 14년 12월경의 일이다.
습격 후 센가쿠지로 향하는 아코 낭사들에게 달려갔지만, 호리베 이외의 전원으로부터 무시당했다. 그 후, 술을 가지고 아코 낭사들이 있는 센가쿠지에도 갔지만, 아코 낭사로부터 "밟아 죽이고싶다" 라고 매도받았다.
카야노 산페이 시게자네
츄코쇼킨쥬 12량 2분 3인부지. 칼부림 사건의 제1보를 아코에 가지고 왔다.
의맹에 참가하지만, 아버지가 다른 가문의 사관의 일자리를 찾아내 승낙을 받아버린다. 사이에 끼인 산페이는 겐로쿠 15년 1월 14일, 할복으로 자살한다.
『카나데본 츄신구라』의 히라노 칸페이 (早野勘平)의 모델
하시모토 헤이자에몬
우마마와리 1백석. 의맹에 참가하지만 오사카에서 시지미가와의 찻집 아와지야(淡路屋)의 유녀 "하츠"에게 빠져 둘이서 동반 자살하고 말았다.
두사람의 동반 자살은 겐로쿠 15년 7월 15일의 일이라고 하는데, 사사 코자에몬이 하야미 토자에몬에게 보낸 편지로는 11월의 일이라고한다.
오쿠노 쇼겐 사다요시
조두 1천석. 의맹에 참가하여 오오이시 요시오를 보좌하였으나, 원수를 갚기로 결정한 마루야마 회의 후 다시 한번 집안 재흥을 탄원해야한다는 주장을 펼치며 탈맹하였다. 탈맹은 오오이시가 키라를 베지 못하였을때를 대비한 2순위였다는 설도 있다.
신도 겐시로 토시모토
아시가루가시라 4백석. 오오이시 요시오의 친척으로 의맹에 참가하지만, 마루야마 회의 후에 탈맹. 오오이시는 재고를 요구하였으나 이를 거절하였다.
오야마 겐고자에몬 요시모로
아시가루가시라 3백석. 오오이시 요시오의 친적으로 의맹에 참가하지만, 마루야마 회의 후에 탈맹. 오오이시는 재고를 요구하였으나 이를 거절하였다.
또한 오야마와 야마시나 회의 때, 이미 소극적인 자세를 보였지만, 동시에 뒤로는 호리베 등의 급진파에 동조하는 서한도 보내고 있었다. 따라서 호리베 급진파는 오야마를 믿고, 오오이시를 빼고 오야마를 급진파의 우두머리로 추켜세우려고 획책했지만, 야마시나 회의에서의 태도를 보고 호리베 등 급진파는 격노했다.
또한 오야마의 딸 유우는 47사 중 한명인 우시오다 마타노죠에게 시집갔으나, 겐고자에몬의 탈맹으로 인해 친정으로 돌려보내지고, 겐고자에몬도 마타노죠에게 의절당했다.
오오이시 마고시로 노부오키
오오이시의 친족. 마루야마 회의에는 출석했지만, 그대로 탈맹했다.
실제 기록인 『아코 의사 전일석화(赤穂義士伝一夕話)』에서는 습격과 노모를 돌보는 일 중 어느 쪽을 할지 동생인 오오이시 세자에몬과 제비뽑기를 했다고 되어있으나, 역사적 사실로는 그러한 일이 없고, 오오이시 마고시로는 탈맹으로 47사 중 한명인 동생 오오이시 세자에몬에게 의절당했다.
오카모토 지로자에몬 시게유키
오사카 루스이 4백석. 마루야마 회의 후 탈맹
타가와 쿠자에몬
모치즈츠가시라. 아시가루가시라 4백석. 개성 즈음에 오오이시의 탄원서를 막부 메츠케에게 제출하려했지만 그르쳤다. 마루야마 회의 후에 탈맹.
타나카 사다시로
150석. 아사노 나가노리의 유해를 인수해 매장했다. 카타오카 타카후사와 행동을 함께하는 급진파. 습격을 앞두고 자취를 감췄다. 주색에 빠져 신세를 망쳤다고 한다. 병때문에 얼굴까지 변했다고 한다.
오야마다 쇼자에몬
에도즈메 1백석. 의맹에 가입하지만, 47사중 한명인 카타오카 겐고에몬에게 코소데와 금 3냥을 훔쳐 달아났다. 후카가와 회의가 있던 겐로쿠 15년 11월 2일의 일이었다. 술 때문에 돈이 궁했다고 한다. 쇼자에몬의 아버지 잇칸은 이 사실을 알고는 칼날로 앞가슴에서 등 뒤의 벽까지 꿰뚫을 정도로 센 힘으로 자살했다.
와타나베 한에몬
47사의 한명인 타케바야시 타다시치의 형. 당초 맹약에 참가하고 있었지만, 타케바야시로부터 자신을 대신에 부모를 돌봐달라고 설득당해 이탈했다.
나카무라 키요에몬
늙은 어머니를 두고 맹약에 참가했지만, (노모의 시중을 부탁한 인물로 생각됨) 타로자에몬이 자살을 생각하고 있다는 말을 듣고 반협박과 같은 형태로 습격을 단념하게 되었다.
세오 마고자에몬
오오이시 요시오의 가신. 야마시나에서 에도행이 중지되어 화를 내, 에도까지 따라왔다. 그리고 쿠라노스케의 동쪽으로 내려가는 것에 선행하여 시험역을 하거나 히라 미무라의 임시 숙소를 알선하거나 하는 활약이 있었지만, 자취를 감췄다.
탈맹한 날짜는 12월 6일로 알려져있지만, 『테라사카 사기(寺坂私記)』에 따르면 12일이며, 이것이 사실이라면 최후의 탈맹자로 알려진 모리 코헤이타보다도 나중에 탈맹한 것이 된다.
일설에서는 아코로 돌아와 삭발하고 큐신(休真)이라고 호를 붙였다고 한다.
야노 이스케
세오 마고자에몬과 함께 탈맹
모리 코헤이타
다이나토역 20석 5인부지. 의맥에 참가해, 새 다이묘의 하인으로 위장해 키라 저택에 잠입. 적의 동태를 보고하는 등 활약했지만, 침입 직전 탈맹, 최후의 탈맹자가 되었다.
동지들은 모리가 정말로 탈맹했는지 몰랐고, 습격 전날이 되어서도 오오이시는 모리를 동지의 한사람으로 세고 있었다고 한다.
탈맹 경위가 불분명한 탓에, 소설과 영화에서는 다양한 이유가 창작되고 있다.

#### 아사노가 친족
토다 우네메쇼 우지사다
미노국 오가키번 번주. 아사노 나가노리의 친척. 칼부림 사건 후에 연좌되어 출사를 중지당했다.
안베 탄바노카미 노부미네
무사시국 오카베번 번주. 아사노 나가노리의 친척. 칼부림 사건 후에 연좌되어 출사를 중지당했다.
아사노 미노노카미 나가츠네
막부 하타모토. 아사노 나가노리와 오오이시 요시오의 친척. 칼부림 사건과 습격에 연좌되어 출사를 중지당했다.
아사노 사헤에 나가타케
막부 하타모토. 아사노 나가노리와 오오이시 요시오의 친척. 아사노 나가츠네의 동생. 칼부림 사건과 습격에 연좌되어 출사를 중지당했다.
마츠다이라 (아사노) 아키노카미 츠나나가
아키국 히로시마번 번주. 아코 아사노가의 본가근(이에스지). 연좌를 두려워하여 키라 저택 습격을 방해했다. 하지만, 습격 후, 낭사들이 영웅화되자  태도를 일변하여 오오이시 요시요의 유족인 오오이시 다이사부로를 포섭했다.
아사노 토사노카미 나가즈미
빈고국 미요시번 번주. 츠나나가의 동생. 미요시 아사노가는 요젠인의 친가이자, 아코번 개역 후 요젠인이 다시 와서 살도록 하게 했다.

#### 아코 낭사의 친족
리쿠
오오이시 요시오의 아내. 오오이시 요시카네의 어머니.
오오이시 쿠우
오오이시 요시오의 장녀. 오오이시 요시카네의 여동생.
오오이시 키치노신
오오이시 요시오의 차남. 오오이시 요시카네의 남동생.
오오이시 루리
오오이시 요시오의 차녀. 오오이시 요시카네의 여동생. 아사노 일족 아사노 나가미치와 결혼함.
오오이시 다이사부로
오오이시 요시오의 3남. 오오이시 요시카네의 남동생. 히로시마 아사노 본가에서 아버지와 같은 1500석을 받으며 섬겼다.
오카루
야마시나에서 오오이시 요시오의 첩
호리베 호리
호리베 타케츠네의 아내. 호리베 카나마루의 딸.
우치다 사부로에몬 모토토모
하타모토. 타카다 군베에를 탈맹시키다.
카야노 시치로자에몬 시게토시
하타모토 오오시마 요시나리의 가로. 카야노 시게자네의 아버지. 시게자네 자살의 원인이 되었다.
마츠다이라 마고자부로 타다사토
하타모토. 습격에 가담하지 않았던 전 아코번사의 동생 오카바야시 나오유키를 나무라서 할복시켰다.
오야마다 잇칸
오야마다 쇼자에몬의 아버지. 아들이 동지의 돈을 훔쳐 도망한것을 부끄러워하며 자살했다.

### 키라가

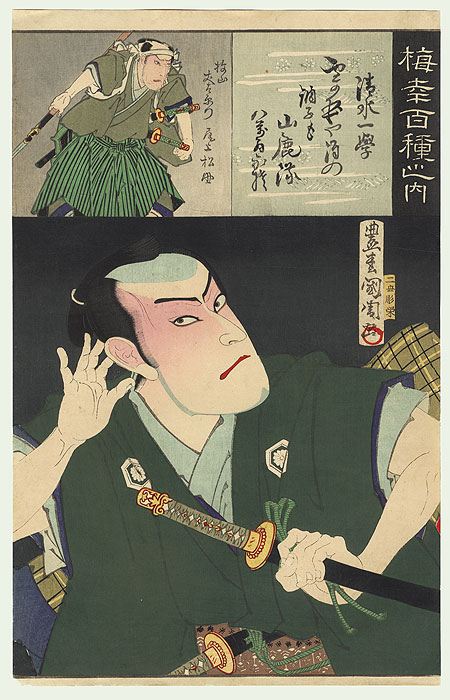
5대 오노에 키쿠고로가 분장한 시미즈 이치가쿠 (토요하라 쿠니치카 作)

키라 코즈케노스케 요시히사
고가 하타모토. 마츠노오오로카에서 아사노 나가노리로부터 칼부림을 당하다. 아코 낭사에게 습격당해 살해당한다.
우에스기 토미코
키라 요시히사의 정실. 키라가가 본소에서 저택이 바뀐 것을 기회로 키라와 별거해 친정인 우에스기로 돌아간다.
키라 사베에 요시치카
고가 하타모토. 키라 요시히사의 양자. 칼부림 사건 후 키라가의 당주가 된다. 습격 당시 싸우다가 중상을 입었다. 사건 후에 키라가의 영지가 몰수되어 신슈 타카시마에 유배되었다.
아코 낭사 습격 시, 언월도로 상대를 베었지만, 자신도 이마와 허리에서 등에 걸쳐 상처를 입어 기절했다. 그 후, 정신을 차리고 아버지 코즈케노스케를 찾으러 침실로 향했지만, 찾지 못하고 낙담해 다시 또 기절하였다.
그런데도 사베에는 괘씸(不届き)하고 부모의 치욕은 자식으로써 둔갑하기 어렵게 있다(親の恥辱は子として遁れ難く)는 이유로 시나노 타카시마번 번주 스와 아키노카미 타다토라에게 맡겨졌다. 그곳에서 죄인이라고 사카야키 깎는 것조차 허락되지 않은 생활을 하다가, 호에이 3년, 20살 정도의 젊은 나이로 사망했다.
코바야시 헤이하치로 히사미치
키라가 가로. 습격 당시 전사했다.
『대하내문서(大河内文書)』에는 아코 낭사의 키라 저택 침입때, 도망치려고 하는 것을 아코 낭사들에게 잡혀, 낭사들이 "코즈케노스케(요시히사)는 어딨나?"라고 물었는데, "신분이 미천한 자라서 모른다"라고 대답해도, 낭사들이 "신분이 미천한 자가 비단 옷을 입고 있을리가 없다"라고 말하고 그의 목을 쳤다고 한다.
한편, 아코 쪽의 오치아이 요자에몬 (요젠인 측 요닌)의 글이라고 하는 『강적견문기(江赤見聞記)』에는 「코바야시 헤이하치는 창을 들고 격렬하게 싸워, 코즈케노스케를 잘 지켰지만, 많은 아코 낭사와 싸워 결국 살해당했다.」라고 쓰여있다.
츄신구라에서는 검객으로 묘사되어있다.
소우다 마고베에 시게츠기
키라가 가로. 사건 후, 키라 요시치카의 유배를 따라가다.
사이토 쿠나이 타다나가
키라가 필두가로. 싸우지 않고 살아남았다.
시미즈 이치가쿠 요시히사
키라가 가신. 츄코쇼 (요닌).
습격 당시 전사했다. 『대하내문서(大河内文書)』에는 키라 코즈케노스케와 키라 요시치카를 모시고 "조금 싸우다 전사함" 이라고 적혀있다. 『강적견문기(江赤見聞記)』에 따르면 당시 40살이었고, 부엌에서 죽었다.
츄신구라에서는 검의 달인으로 전해져, 가장 분투한 검객으로 그려지고 있다. 정원의 얼어붙은 연못의 돌다리 위에서 분투해 연못에 쓰러지는 장면이 자주 그려진다.
가부키에서는 「시미즈 이치가쿠(清水一角)」, 「시미즈 다이가쿠(清水大学)」 등으로 표현된다.
또한, 이치가쿠의 형인 후지베에는 코다마(児玉) 성을 써서, 그 자손들이 오늘날까지 이어지고 있다.
야마요시 신파치로 모리히토
키라가 가신. 습격 당시 가장 분투하고 부상을 입음. 그 후 키라 요시치카가 유폐되었을 때 소우다 마고베에와 함께 따라다니다가, 요시히사가 죽을때까지 곁에 있었다.
토리이 리에몬 마사츠기
키라가 가신. 습격 당시 전사

### 요네자와번
우에스기 단죠다이히츠 츠나노리
데와국 요네자와번 번주. 키라 요시히사의 친자. 어머니는 우에스기 마사카츠의 3녀.
키라의 아내 토미코(富子)는 우에스기가 출신이었기 때문에 장남 산노스케는 우에스기에 양자로가서 가독을 이어 우에스기 츠나노리가 되었다.
츠나노리는 키슈번주 도쿠가와 미츠사다의 딸 에이히메(栄姫)와 결혼했고, 에이히메의 오빠 도쿠가와 츠나노리의 정실 츠루히메(鶴姫)가 쇼군 도쿠가와 츠나요시의 딸이므로, 키라는 쇼군가와도 친척관계가 된다.
치사카 효부 타카후사
우에스기가 가로. 츄신구라를 소재로 한 작품에서는 습격당한 키라 요시히사에게 원군을 보내려는 츠나노리를 제지한다. 역사적 사실로는 사건 2년전에 사망했다.
이로베 마타시로 야스나가
우에스기가 가로. 츄신구라를 소재로 한 작품에서는 습격당한 키라 요시히사에게 원군을 보내려는 츠나노리를 제지한다. 역사적 사실로는 사건대에 출사하지 않았다.

### 막부
도쿠가와 츠나요시
에도 막부 5대 쇼군. 아사노 나가노리를 당일 할복 및 개역 처분을 내렸다.
야나기사와 데와노카미 요시야스
도쿠가와 츠나요시의 소바요닌. 다이로 격으로써 막부 정치를 주도. 오카도가 아사노의 조사에 신중을 요구한 것을 각하한다.
센고쿠 호우키노카미 히사나오
막부 오오메츠케. 습격 후 아코 낭사들의 자수를 받아 낭사들의 처분을 결정하였다.
카지카와 요소베에 요리테루
키라 요시히사에게 칼부림을 하게 된 아사노 나가노리를 진압한 하타모토. 칼부림 사건의 사료가 되는 『카지카와 요소베 일기(梶川与惣兵衛日記)』를 남겼다.
아사노를 진압했을 때의 행동이 막부에 높게 평가되어 5백석 가증되어 하타모토가 되었다.
그러나 아사노의 불행을 기초로 하타모토가 된 형태이므로, 세상의 평판은 악화되었다. 그 때문인지 카지카와는 나중에 아사노의 억울함을 생각했어야했다고 후회한 취지를 적고 있지만, 그러한 논의는 「친구의 의(朋友への義)」에 지나지 않고, 「상(上)」에 대해서는 이러한 논의는 필요없다고 변명하고 있다.
쇼다 시모우사노카미 야스토시
막부 오오메츠케. 아사노 나가노리의 할복 검시역을 맡았다.
오카도 덴파치로 시게토모
막부 메츠케. 메츠케로써, 아사노 나가노리의 할복 부검시역을 맡았다. 칼부림 사건의 사료로 『다문필기(多門筆記)』를 남겼다.
오오쿠보 곤자에몬 타다시게
막부 메츠케. 칼부림 사건 후, 키라의 취조를 맡았으며, 또한 아사노 나가노리의 할복 부검시역을 맡았다.
아키라 쥬로자에몬 마사하네
수성메츠케로써 아코성에 가서, 오오이시 요시오로부터 세번의 탄원을 받는다. 아코 낭사의 할복 시에 오오이시의 검시역을 맡았다.
사카키바라 우네메 마사요시
수성메츠케로써 아코성에 가서, 오오이시 요시오로부터 세번의 탄원을 받는다.
이시하라 신자에몬 마사우지
막부 대관. 아코번이 천령이 된 후, 그곳의 통치를 위해 아코로 가서 오오이시 요시오로부터 세번의 탄원을 받는다.
오카다 쇼다유 토시노부
막부 대관. 아코번이 천령이 된 후, 그곳의 통치를 위해 아코로 가서 오오이시 요시오로부터 세번의 탄원을 받는다.
츠치야 치카라 미치나오
키라 저택의 북린 서쪽에 저택이 있던 노중 츠치야 마사나오의 가문의 본가. 3남과 4남은 츠치야 마사나오의 양자가 되고, 3남은 3천섬을 주어 독립해 넷째 아들이 그 집을 이었다.

### 조정・교토
히가시야마 천황
113대 천황. 야나기와라와 타카노를 칙사로서 에도에 파견하였다.
레이겐 상황
112대 천황. 퇴위 이후 인세이를 펼치고 있다. 원사로써 세이칸지를 에도에 파견하였다.
코벤 법친왕
고사이 천황의 황6남. 천태좌주. 도쿠가와 츠나요시가 아코 낭사의 처분에 대해 상담했다.
야나기와라 스케카도
전 곤다이나곤. 칼부림 사건때 히가시야마 천황의 칙사로서 에도에 내려갔다.
타카노 야스하루
전 곤츄나곤. 칼부림 사건때 히가시야마 천황의 칙사로서 에도에 내려갔다.
세이칸지 히로사다
전 곤다이나곤. 칼부림 사건때 레이겐 상황의 원사로써 에도에 내려갔다.
신도 교부다이후 나가유키
코노에가 쇼다이부. 신도 토시모토의 일족

### 다이묘
다테 우쿄노료 무라토요
이요국 요시다번 번주. 원사 대접역으로서 아사노 나가노리의 상대였다.
타무라 우쿄노다이부 타츠아키
무츠국 이치노세키번 번주. 번 저택의 정원에서 아사노 나가노리가 할복했다.
와키사카 아와지노카미 야스테루
하리마국 타츠노번 번주. 수성사(収城使)로서 아코성을 받다.
키노시타 히고노카미 킨사다
빗츄국 아시모리번 번주. 수성사(収城使)로서 아코성을 받다.
카메이 노토노카미 코레치카
이와미국 츠와노번 번주. 키라 요시히사로부터 왕따를 당했다고 전해진다. 『카나데본 츄신구라』의 모모이 와카스케(桃井若狭助)의 모델
타고 게키 사네카게
이와미국 츠와노번 가로. 『카나데본 츄신구라』의 카고가와 모토쿠라(加古川本蔵)의 모델
호소카와 엣츄노카미 츠나토시
히고국 쿠마모토번 3대 번주이자 쿠마모토번 호소카와가 4대 당주. 아코 사건 후에 오오이시 요시오 등의 신변을 맡은 것으로 알려졌다.

### 그 외
타카라이 키카쿠
오오타카 타다오와 교루가있던 하이카이사.
야마다 소헨
키라 저택 다과회 날을 찾기 위해 오오타카 타다오가 제자입문한 다인.
카다노 아즈마마로
국학자. 오오이시의 옛 지인의 친구인 키라 저택 다회 날짜를 오오이시에게 알렸다고 되어있으나, 실제로는 일면식도 없어 사건 당일 카다노 아즈마마로의 정보를 오오이시 오오이시 요시마로・요시타츠 형제에게 들었다.
호소이 코타쿠
호리베 타케츠네의 친구인 유학자. 공역 구술서를 작성하여 「호리베 타케츠네 필기(堀部武庸筆記)」를 맡게 된다.
쿠리사키 도우
난학의 (서양의사). 자상을 입은 키라 코즈케노스케를 치료했다.
아마노야 리헤에
오사카 상인. 아사노가의 출입 상인으로 아코 낭사들의 무기를 조달했다고 한다. 실제로 존재한 오사카 상인이지만 사건과는 무관.
묘카이니
호리베 야스베에의 아내를 자칭해 사람들로부터 시주를 속이고 있던 여성. 호리베 호리의 가짜.
오규 소라이
아코 낭사의 심판에 관여하다. 이 이야기가 코우단・라쿠고의 「소라이두부(徂徠豆腐)」로 만들어졌다.